# Paul Ma Cunguo
Paul Ma Cunguo (chinesisch 馬存國 / 马存国, Pinyin Mǎ Cúnguó; * 21. Januar 1971) ist katholischer Bischof von Shuozhou.

## Leben
Er wurde 1971 in eine katholische Familie hineingeboren. Am 23. März 1996 wurde er zum Priester geweiht. Am 8. Februar 2004 nahm er das Bischofsamt mit päpstlichem Mandat an. Nach dem Tod seines Vorgängers Bonaventure Luo Juan am 15. März 2007 wurde Paul Ma Cunguo Bischof von Shuozhou.